# Битва при Сланкамене
Битва при Сланкамене (нем. Schlacht bei Slankamen) — сражение, состоявшееся около местечка Сланкамен (сейчас Воеводина, Сербия) 19 августа 1691 года между Османской империей и объединёнными силами Священной Римской империи. Османская армия была наголову разбита, а великий визирь Фазыл Мустафа-паша был убит.
В 1680-е годы османы потерпели ряд поражений, наиболее значительными из которых были: разгром под Веной в 1683 году, потеря Белграда, который был захвачен в 1688 году Максимилианом II Баварским и потеря Боснии, которая также была освобождена Максимилианом II Баварским в 1689 году.
Однако с началом войны Аугсбургской лиги с Францией Габсбургская держава была вынуждена ослабить свои позиция на Балканах, что привело к восстановлению османских сил. Значительные силы австрийцев были переброшены на французский фронт, что позволило великому визирю Кёпрюлю Фазыл Мустафа-паше продолжить войну и отвоевать Белград и всю территорию сегодняшней Сербии.
В августе 1691 года Людвиг Вильгельм двинулся вниз по Дунаю, чтобы спровоцировать османов на ещё одно крупное сражение, собрав новую имперскую армию численностью 33 000 человек, включая 10 000 сильных сербских ополченцев, под командованием вице-воеводы Йована Монастерлии.
Столкновение между двумя силами произошло на западном берегу Дуная, напротив устья Тисы. Обе армии развернулись возле Земуна, но превосходящая османская армия не атаковала в течение двух дней, османам не хватало жизненно важного татарского компонента их армии, который все ещё двигался на юг. Медленно отходя к укрепленным позициям возле Сланкамена, Людвиг Вильгельм пытался спровоцировать атаку. Османы последовали за имперской армией и окружили её. К 19 августа из-за жары, болезней и дезертирства обе армии сократились до 33 000 и 50 000 боеспособных солдат. В этот день османская кавалерия наконец атаковала.
Однако это были неорганизованные атаки, хотя и огромные. Османские силы были плохо вооружены и не могли сравниться с огневой мощью немецко-австрийской пехоты и полевых орудий Людвига Вильгельма. Кроме того, система снабжения османов была неспособна вести длительную войну на пустынных просторах Паннонской равнины.
Первоначально османы имели преимущество, поскольку они продвинулись вперед и сожгли 800 фургонов с припасами имперской армии. Людвиг Вильгельм в безвыходном положении прорвался со своей позиции, осажденной османами, и обошёл их фланги своей кавалерией, устроив страшную резню. После тяжелого сражения 33-тысячная имперская армия одержала победу над более крупными османскими силами. Смерть великого визиря Кепрюлю Фазыла Мустафы-паши во время битвы привела к падению боевого духа Османской империи. Её солдаты беспорядочно отступили к Белграду, бросив свою артиллерию и армейскую казну.
Битва при Сланкамене могла повернуть ход войны в пользу османов, но не стала таковой.